# صندوق الرمل (لعبة فيديو)
الساند بوكس هي لعبة فيديو تجعل للاّعب الحرية في إبداع ما يريده وغالبا ما تكون اللعبة من دون هدف فاللاعب حر في هدفه وهو أيضا مرتبط بمصطلح العالم المفتوح (نوع من أنواع ألعاب الفيديو يكون اللاعب فيها هو الذي يستكشف الأهداف).
أيضا تم استخدامها في التعليم مثل ماين كرافت.
من أكثر العاب الساند بوكس شهرة هي جاريز مود.

## التسمية
تم تسميته بهذا الاسم لأنه مشتق من صندوق الرمل الذي يلعب به الأطفال لأنهم بإمكانهم عمل ما يريدونه فيه بالرمل.

## بعض ألعاب أسلوب الحماية
ماين كرافت
سرقة السيارات الكبرى 5
معركة السينثس: III
مجرد سبب 4
قاتل محترف 2
ميتال جير سوليد 5: فانتوم بين